# Lipotrapeza
Genre
Lipotrapeza est un genre d'holothuries (concombre de mer) de la famille des Phyllophoridae.

## Liste des espèces
Selon World Register of Marine Species (27 février 2015) :
- Lipotrapeza capilla Cherbonnier, 1958
- Lipotrapeza eichleri O'Loughlin in O'Loughlin, Barmos & VandenSpiegel, 2012
- Lipotrapeza incurva Cherbonnier, 1988
- Lipotrapeza japonica Heding & Panning, 1954
- Lipotrapeza litusi O'Loughlin in O'Loughlin, Barmos & VandenSpiegel, 2012
- Lipotrapeza ventripes (Joshua & Creed, 1915)
- Lipotrapeza vestiens (Joushua, 1914)

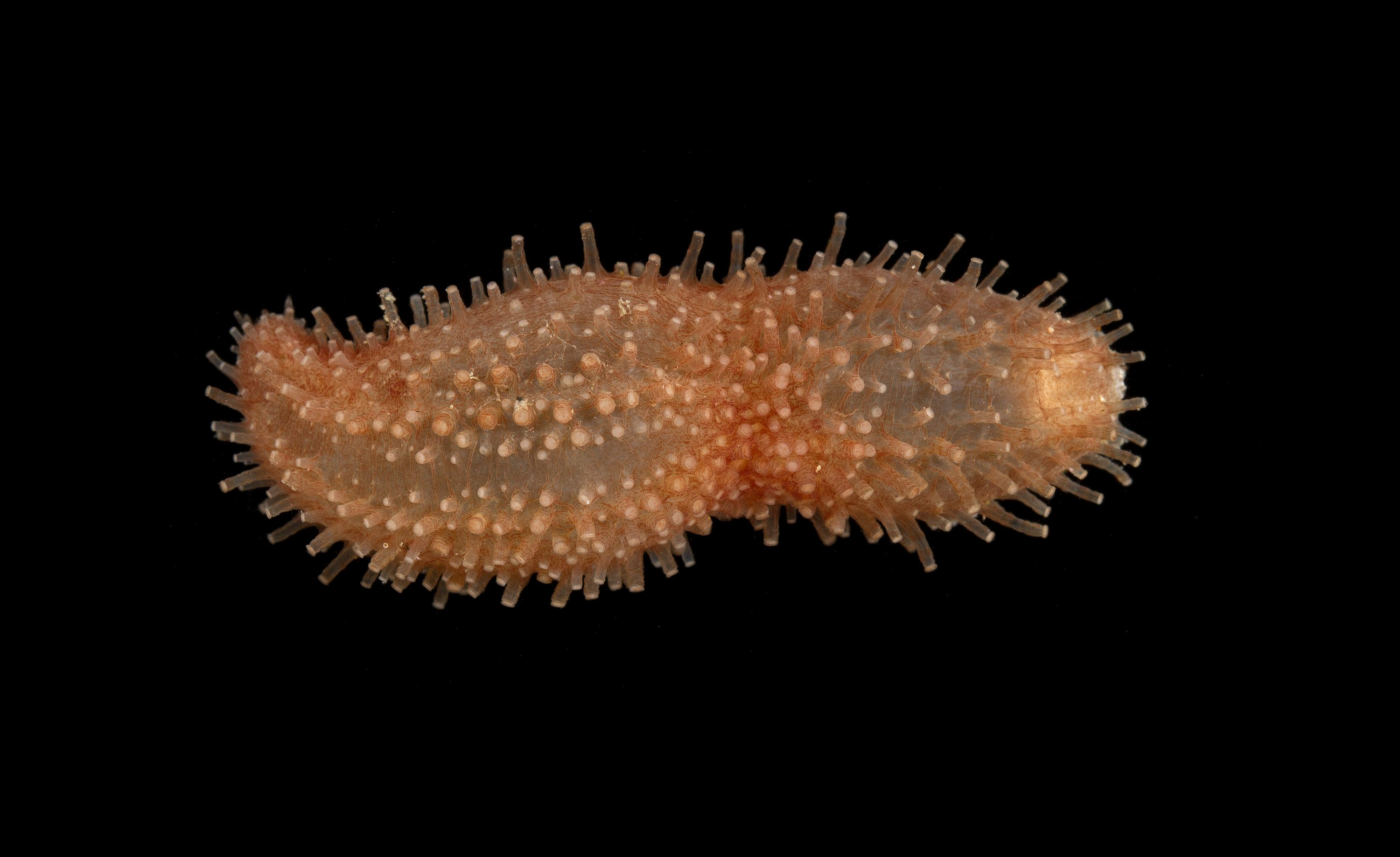
Lipotrapeza vestiens